# Campeonato Catarinense de Futebol de 2005
O Campeonato Catarinense de Futebol de 2005 foi a 80ª edição do torneio, sendo vencida pelo Criciúma.

## Série A1

### Fórmula de Disputa
Os 12 participantes foram distribuídos em 2 grupos de 6. Em cada grupo, os clubes jogaram entre si em todos contra todos, com partidas de ida e volta. Os 4 melhores colocados de cada grupo foram classificados para a 2ª Fase. Nessa fase, os 8 restantes foram divididos novamente em dois grupos de 4 participantes cada, onde jogaram todos contra todos novamente. Os dois melhores foram classificados para às Semi-Finais. As Semi-Finais foram disputadas em jogos de ida e volta, sendo que o primeiro de um grupo enfrenta o segundo do outro. Os vencedores se enfrentaram em uma final de 2 jogos e o vencedor desta é declarado Campeão Catarinense de 2005. O campeão e o vice foram classificados à Copa do Brasil de 2006. O campeão foi classificado também à Série C do Brasileiro de 2005, caso o campeão já estivesse em alguma divisão, a vaga seria passada para o segundo colocado, caso este também estivesse, passaria para o terceiro e assim por diante. O mesmo aconteceria com a Copa do Brasil, caso o participante disputasse a Libertadores 2006, a vaga seria passada adiante.

### Primeira Fase
Grupo A
| 1 | Atlético de Ibirama | 25 | 10 | 8 | 1 | 1  | 21 | 10 | +11 |
| 2 | Avaí                | 22 | 10 | 7 | 1 | 2  | 18 | 10 | +8  |
| 3 | Figueirense         | 18 | 10 | 5 | 3 | 2  | 28 | 10 | +18 |
| 4 | Guarani             | 13 | 10 | 4 | 1 | 5  | 16 | 18 | -2  |
| 5 | Chapecoense         | 8  | 10 | 2 | 2 | 6  | 11 | 20 | -9  |
| 6 | União de Timbó      | 0  | 10 | 0 | 0 | 10 | 11 | 37 | -26 |
| PG - pontos ganhos; J - jogos; V - vitórias; E - empates; D - derrotas; GP - gols pró; GC - gols contra; SG - saldo de gols |                     |    |    |   |   |    |    |    |     |

Grupo B
| 1 | Joinville     | 21 | 10 | 6 | 3 | 1 | 18 | 9  | +9 |
| 2 | Metropolitano | 16 | 10 | 4 | 4 | 2 | 11 | 9  | +2 |
| 3 | Marcílio Dias | 15 | 10 | 4 | 3 | 3 | 15 | 17 | -2 |
| 4 | Criciúma      | 13 | 10 | 3 | 4 | 3 | 15 | 12 | +3 |
| 5 | Lages         | 10 | 10 | 2 | 4 | 4 | 10 | 14 | -4 |
| 6 | Tubarão       | 5  | 10 | 1 | 2 | 7 | 16 | 24 | -8 |
| PG - pontos ganhos; J - jogos; V - vitórias; E - empates; D - derrotas; GP - gols pró; GC - gols contra; SG - saldo de gols |               |    |    |   |   |   |    |    |    |

### Segunda Fase
Grupo C
| 1 | Criciúma            | 11 | 6 | 3 | 2 | 1 | 12 | 8  | +4 |
| 2 | Atlético de Ibirama | 10 | 6 | 3 | 1 | 2 | 11 | 11 | 0  |
| 3 | Figueirense         | 6  | 6 | 1 | 3 | 2 | 3  | 5  | -2 |
| 4 | Metropolitano       | 5  | 6 | 1 | 2 | 3 | 7  | 9  | -2 |
| PG - pontos ganhos; J - jogos; V - vitórias; E - empates; D - derrotas; GP - gols pró; GC - gols contra; SG - saldo de gols |                     |    |   |   |   |   |    |    |    |

Grupo D
| 1 | Joinville     | 11 | 6 | 3 | 2 | 1 | 10 | 6  | +4 |
| 2 | Avaí          | 10 | 6 | 3 | 1 | 2 | 7  | 6  | +1 |
| 3 | Guarani       | 9  | 6 | 3 | 0 | 3 | 7  | 8  | -1 |
| 4 | Marcílio Dias | 4  | 6 | 1 | 1 | 4 | 7  | 11 | -4 |
| PG - pontos ganhos; J - jogos; V - vitórias; E - empates; D - derrotas; GP - gols pró; GC - gols contra; SG - saldo de gols |               |    |   |   |   |   |    |    |    |

### Semi-Finais
As semifinais foram disputadas em jogos de ida e volta, sendo que os primeiros colocados dos grupos da 2ª Fase jogam a partida de volta em casa. Enfrentavam-se:
- Primeiro do Grupo C (Criciúma) vs. Segundo do Grupo D (Avaí)
- Primeiro do Grupo D (Joinville) vs. Segundo do Grupo C (Atlético de Ibirama)

| Time 1*             | Resultado | Time 2    | Jogo 1 | Jogo 2 |
| ------------------- | --------- | --------- | ------ | ------ |
| Avaí                | 4-5       | Criciúma  | 3-2    | 1-3    |
| Atlético de Ibirama | 3-1       | Joinville | 1-0    | 2-2    |

* Os clubes citados primeiro tiveram a primeira partida jogada em casa, ou seja, foram os segundos colocados do seu grupo.
Itálico: Clubes classificados para a final.

### Final
| Campeão   | Resultado | Vice-Campeão        | Jogo 1 | Jogo 2 |
| --------- | --------- | ------------------- | ------ | ------ |
| Criciúma* | 2-1       | Atlético de Ibirama | 1-1    | 1-0    |

*O Criciúma teve a primeira partida jogada em casa. 

### Classificação Geral
| 1  | Criciúma             |
| 2  | Atlético de Ibirama* |
| 3  | Avaí                 |
| 4  | Joinville            |
| 5  | Figueirense          |
| 6  | Guarani              |
| 7  | Metropolitano        |
| 8  | Marcílio Dias        |
| 9  | Lages                |
| 10 | Chapecoense          |
| 11 | Tubarão              |
| 12 | União de Timbó       |

|  |                                                                               |
|  | Classificado à Copa do Brasil de 2006                                         |
|  | Classicado à Série C do Campeonato Brasileiro 2005 e à Copa do Brasil de 2006 |

* O Atlético de Ibirama se classificou à Série C, pois o Criciúma já estava na Série B.

## Série A2
A Série A2 era disputada pelos clubes catarinenses da Série A1 que não estão na Série A, nem na Série B do Campeonato Brasileiro mais os melhores colocados da Série B1 do ano anterior, totalizando 12.

### Fórmula de disputa
Os 12 participantes jogaram em um grupo único. O campeonato foi dividido em três fases:
Primeiro Turno: Os clubes jogaram todos contra todos em apenas um turno. Os 4 melhores colocados de cada grupo foram classificados para às Semi-Finais. As Semi-Finais foram disputadas em jogos de ida e volta, sendo que o primeiro colocado enfrentou o quarto e o segundo o terceiro. Os vencedores se enfrentaram em uma final de 2 jogos e o vencedor desta foi classificado para a fase final.
Segundo Turno: Idêntico ao primeiro, com os jogos de volta.
Fase Final: Os dois vencedores dos turno mais os dois melhores colocados do campeonato (Turno mais returno), além destes foram classificados para esta fase. Estes jogaram semifinais de dois jogos. Os vencedores disputaram uma final de também dois jogos. O vencedor desta foi declarado Campeão Catarinense da Série A2 de 2005. O campeão foi classificado à Série C do Brasileiro de 2005, caso o campeão já estivesse em alguma divisão, a vaga seria passada para o segundo colocado, caso este também estivesse, passaria para o terceiro e assim por diante. Os três clubes que somaram menos pontos nos Turnos foram rebaixados à Série B1 de 2006.
Nas fases eliminatórias, vence o clube que somar mais pontos, independente do saldo de gols, caso haja empate, zera-se o placar e realiza-se uma prorrogação de 30 minutos, caso o empate persista, o clube com melhor desempenho na primeira fase do respectivo turno (se for na fase final, vence aquele que somou mais pontos nos dois turnos) é declarado o vencedor.

### Primeiro Turno

#### Primeira Fase
Classificação
| 1 | Joinville           | 23 | 11 | 7 | 2 | 2 | 21 | 10 | +11 |
| 2 | Atlético de Ibirama | 22 | 11 | 7 | 1 | 3 | 24 | 10 | +14 |
| 3 | Guarani             | 20 | 11 | 6 | 2 | 3 | 17 | 14 | +3  |
| 4 | Marcílio Dias       | 18 | 11 | 6 | 0 | 5 | 13 | 12 | +1  |
| 5 | Brusque             | 18 | 11 | 5 | 3 | 3 | 17 | 14 | +3  |
| 6 | Caxias              | 15 | 11 | 4 | 3 | 4 | 17 | 17 | 0   |
| 7 | Chapecoense         | 15 | 11 | 4 | 3 | 4 | 13 | 13 | 0   |
| 8 | Metropolitano       | 15 | 11 | 3 | 6 | 2 | 19 | 16 | +3  |
| 9 | Juventus            | 13 | 11 | 4 | 1 | 6 | 13 | 18 | -5  |
| 10 | Lages               | 9  | 11 | 2 | 3 | 6 | 17 | 22 | -5  |
| 11 | São Bento           | 8  | 11 | 2 | 2 | 7 | 9  | 17 | -8  |
| 12 | União de Timbó      | 8  | 11 | 2 | 2 | 7 | 14 | 31 | -17 |
| PG - pontos ganhos; J - jogos; V - vitórias; E - empates; D - derrotas; GP - gols pró; GC - gols contra; SG - saldo de gols |                     |    |    |   |   |   |    |    |     |

#### Semi-Finais
As semifinais foram disputadas em jogos de ida e volta, sendo que o melhor colocado da chave joga a partida de volta em casa.
| Time 1*       | Time 2              | Jogo 1 | Jogo 2 |
| ------------- | ------------------- | ------ | ------ |
| Marcílio Dias | Joinville           | 1-0    | 2-2    |
| Guarani       | Atlético de Ibirama | 0-3    | 0-1    |

* Os clubes citados primeiro tiveram a primeira partida jogada em casa, ou seja, tiveram pior colocação que o segundo citado
Itálico: Clubes classificados para a final.

#### Final
O melhor colocado na Primeira Fase jogou a partida de volta em casa.
| Campeão       | Resultado | Vice-Campeão        | Jogo 1 | Jogo 2 |
| ------------- | --------- | ------------------- | ------ | ------ |
| Marcílio Dias | 2-3       | Atlético de Ibirama | 2-2    | 0-1    |

### Segundo Turno

#### Primeira Fase
Classificação
| 1 | Joinville           | 21 | 11 | 6 | 3 | 2 | 24 | 10 | +14 |
| 2 | Atlético de Ibirama | 19 | 11 | 5 | 4 | 2 | 22 | 17 | +5  |
| 3 | Caxias              | 18 | 11 | 5 | 3 | 3 | 20 | 19 | +1  |
| 4 | Juventus            | 17 | 11 | 4 | 5 | 2 | 13 | 9  | +4  |
| 5 | Metropolitano       | 16 | 11 | 4 | 4 | 3 | 21 | 17 | +4  |
| 6 | Brusque             | 16 | 11 | 4 | 4 | 3 | 11 | 11 | 0   |
| 6 | Chapecoense         | 14 | 11 | 4 | 2 | 5 | 26 | 24 | +2  |
| 7 | Guarani             | 14 | 11 | 3 | 5 | 3 | 15 | 12 | +3  |
| 8 | Marcílio Dias       | 13 | 11 | 3 | 4 | 4 | 15 | 15 | 0   |
| 9 | Lages*              | 10 | 11 | 6 | 4 | 1 | 18 | 8  | +10 |
| 10 | União de Timbó      | 4  | 11 | 1 | 1 | 9 | 9  | 30 | -21 |
| 11 | São Bento           | 8  | 11 | 0 | 3 | 8 | 7  | 29 | -22 |
| PG - pontos ganhos; J - jogos; V - vitórias; E - empates; D - derrotas; GP - gols pró; GC - gols contra; SG - saldo de gols |                     |    |    |   |   |   |    |    |     |

*O Lages perdeu 12 pontos por uso de jogador irregular

#### Semi-Finais
As semifinais foram disputadas em jogos de ida e volta, sendo que o melhor colocado da chave joga a partida de volta em casa.
| Time 1*  | Time 2              | Jogo 1 | Jogo 2 | Prorrogação |
| -------- | ------------------- | ------ | ------ | ----------- |
| Caxias   | Atlético de Ibirama | 1-1    | 1-2    |             |
| Juventus | Joinville           | 0-0    | 1-1    | 0-1         |

* Os clubes citados primeiro tiveram a primeira partida jogada em casa, ou seja, tiveram pior colocação que o segundo citado
Itálico: Clubes classificados para a final.

#### Final
O melhor colocado na Primeira Fase jogou a partida de volta em casa.
| Campeão    | Vice-Campeão        | Jogo 1 | Jogo 2 | Prorrogação |
| ---------- | ------------------- | ------ | ------ | ----------- |
| Joinville* | Atlético de Ibirama | 0-0    | 0-0    | 0-0         |

*O Joinville foi campeão pois apresentou melhor desempenho na primeira fase do segundo turno

### Fases Finais

#### Classificação Geral
| 1 | Joinville           | 44 | 22 | 13 | 5  | 4  | 45 | 20 | +25 |
| 2 | Atlético de Ibirama | 41 | 22 | 12 | 5  | 5  | 47 | 27 | +20 |
| 3 | Guarani             | 34 | 22 | 9  | 7  | 6  | 32 | 26 | +6  |
| 4 | Brusque             | 34 | 22 | 9  | 7  | 6  | 28 | 25 | +3  |
| 5 | Caxias              | 33 | 22 | 9  | 6  | 7  | 37 | 36 | +1  |
| 6 | Marcílio Dias       | 31 | 22 | 9  | 4  | 9  | 28 | 27 | +1  |
| 7 | Metropolitano       | 31 | 22 | 7  | 10 | 5  | 40 | 33 | +13 |
| 8 | Juventus            | 30 | 22 | 8  | 6  | 8  | 26 | 28 | -2  |
| 9 | Chapecoense         | 29 | 22 | 8  | 5  | 9  | 39 | 37 | +2  |
| 10 | Lages*              | 19 | 22 | 8  | 7  | 7  | 35 | 30 | +5  |
| 11 | União de Timbó      | 12 | 22 | 3  | 3  | 16 | 23 | 61 | -38 |
| 12 | São Bento           | 11 | 22 | 2  | 5  | 15 | 16 | 46 | -30 |
| PG - pontos ganhos; J - jogos; V - vitórias; E - empates; D - derrotas; GP - gols pró; GC - gols contra; SG - saldo de gols |                     |    |    |    |    |    |    |    |     |

|  |                                                      |
|  | Classificados às fases finais                        |
|  | Classicados às fases finais por vencer um dos turnos |

 O Lages perdeu 12 pontos do segundo turno por uso de jogador irregular 

#### Semi-Finais
| Time 1*             | Time 2        | Jogo 1 | Jogo 2 |
| ------------------- | ------------- | ------ | ------ |
| Guarani             | Marcílio Dias | 2-2    | 0-2    |
| Atlético de Ibirama | Joinville     | 1-2    | 1-4    |

* Os clubes citados primeiro tiveram a primeira partida jogada em casa
Itálico: Clubes classificados para a final.

#### Final
O melhor colocado na Primeira Fase jogou a partida de volta em casa.
| Campeão    | Vice-Campeão  | Jogo 1 | Jogo 2 | Prorrogação |
| ---------- | ------------- | ------ | ------ | ----------- |
| Joinville* | Marcílio Dias | 0-1    | 3-1    | 0-0         |

 O Joinville foi campeão pois somou mais pontos fases iniciais de cada turno 

### Classificação Final
| 1  | Joinville           |
| 2  | Marcílio Dias*      |
| 3  | Atlético de Ibirama |
| 4  | Guarani             |
| 5  | Brusque             |
| 6  | Caxias              |
| 7  | Metropolitano       |
| 8  | Juventus            |
| 9  | Chapecoense         |
| 10 | Lages               |
| 11 | União de Timbó      |
| 12 | São Bento           |

|  |                                                      |
|  | Classificado à Série C do Campeonato Brasileiro 2005 |

* O Marcílio Dias se classificou à Série C, pois o Joinville já estava na mesma.

## Série B1

### Fórmula de disputa
Os 10 participantes jogaram em um grupo único. O campeonato foi dividido em três fases:
Primeiro Turno: Os clubes jogaram todos contra todos em apenas um turno. Os 8 melhores colocados de cada grupo foram classificados para às Quartas de Final. As Quartas de Final foram disputadas em jogos de ida e volta, sendo que o primeiro colocado enfrentou o oitavo, o segundo o sétimo, o terceiro, o sexto e o quarto e o quinto. Os vencedores se enfrentaram nas semifinais e os vitoriosos destas em uma final de 2 jogos e o vencedor desta foi classificado para a fase final.
Segundo Turno: Idêntico ao primeiro, com os jogos de volta.
Fase Final: Os dois vencedores dos turno mais os dois melhores colocados do campeonato (Turno mais returno), além destes foram classificados para esta fase. Estes jogaram semifinais de dois jogos. Os vencedores disputaram uma final de também dois jogos. O vencedor desta foi declarado Campeão Catarinense da Série B1 de 2005. Os dois clubes que somaram mais pontos nos Turnos foram classificados à Série A2 de 2006.
Nas fases eliminatórias, vence o clube que somar mais pontos, independente do saldo de gols, caso haja empate, zera-se o placar e realiza-se uma prorrogação de 30 minutos, caso o empate persista, o clube com melhor desempenho na primeira fase do respectivo turno (se for na fase final, vence aquele que somou mais pontos nos dois turnos) é declarado o vencedor.

### Primeiro Turno

#### Primeira Fase
Classificação
| 1 | Cidade Azul         | 24  | 9 | 8 | 0 | 1 | 31 | 10 | +21 |
| 2 | Figueirense B       | 21  | 9 | 6 | 3 | 0 | 24 | 14 | +10 |
| 3 | Operários Mafrenses | 15  | 9 | 5 | 0 | 4 | 22 | 12 | +10 |
| 4 | Concórdia           | 11  | 9 | 3 | 2 | 4 | 16 | 17 | -1  |
| 5 | Madureira           | 11  | 9 | 3 | 2 | 4 | 15 | 16 | -1  |
| 6 | Próspera            | 10  | 9 | 3 | 1 | 5 | 15 | 21 | -6  |
| 7 | Inter de Lages      | 10  | 9 | 2 | 4 | 3 | 16 | 19 | -3  |
| 8 | Camboriuense        | 9   | 9 | 3 | 0 | 6 | 14 | 33 | -19 |
| 9 | Sport Brasil*       | -13 | 9 | 3 | 2 | 4 | 17 | 20 | -3  |
| 10 | Maravilha*          | -13 | 9 | 1 | 2 | 6 | 10 | 18 | -8  |
| PG - pontos ganhos; J - jogos; V - vitórias; E - empates; D - derrotas; GP - gols pró; GC - gols contra; SG - saldo de gols |                     |     |   |   |   |   |    |    |     |

*A Sport Brasil e o Maravilha perderam, respectivamente, 24 e 18 pontos por uso de jogador irregular em vários jogos cada.

#### Quartas de Final
As Quartas de Final foram disputadas em jogos de ida e volta, sendo que o melhor colocado da chave joga a partida de volta em casa.
| Time 1*        | Time 2              | Jogo 1 | Jogo 2 | Prorrogação |
| -------------- | ------------------- | ------ | ------ | ----------- |
| Camboriuense   | Cidade Azul         | 1-2    | 2-1    | 0-2         |
| Inter de Lages | Figueirense B       | 1-2    | 3-2    | 0-1         |
| Próspera       | Operários Mafrenses | 0-0    | 3-3    | 0-2         |
| Madureira      | Concórdia           | 2-1    | 0-0    |             |

* Os clubes citados primeiro tiveram a primeira partida jogada em casa, ou seja, tiveram pior colocação que o segundo citado

#### Semi-Finais
As semifinais foram disputadas em jogos de ida e volta, sendo que o melhor colocado da chave joga a partida de volta em casa.
| Time 1*             | Time 2        | Jogo 1 | Jogo 2 |
| ------------------- | ------------- | ------ | ------ |
| Madureira           | Cidade Azul   | 2-2    | 0-3    |
| Operários Mafrenses | Figueirense B | 2-1    | 0-0    |

* Os clubes citados primeiro tiveram a primeira partida jogada em casa, ou seja, tiveram pior colocação que o segundo citado
Itálico: Clubes classificados para a final.

#### Final
O melhor colocado na Primeira Fase (Cidade Azul) jogou a partida de volta em casa.
| Campeão     | Vice-Campeão        | Jogo 1 | Jogo 2 | Prorrogação |
| ----------- | ------------------- | ------ | ------ | ----------- |
| Cidade Azul | Operários Mafrenses | 0-1    | 2-0    | 1-0         |

### Segundo Turno

#### Primeira Fase
Classificação
| 1 | Próspera            | 20 | 9 | 6 | 2 | 1 | 22 | 9  | +13 |
| 2 | Operários Mafrenses | 16 | 9 | 4 | 4 | 1 | 16 | 8  | +8  |
| 3 | Inter de Lages      | 14 | 9 | 3 | 5 | 1 | 24 | 16 | +8  |
| 4 | Cidade Azul         | 13 | 9 | 3 | 4 | 2 | 15 | 15 | 0   |
| 5 | Maravilha           | 11 | 9 | 3 | 2 | 4 | 12 | 21 | -9  |
| 6 | Sport Brasil*       | 10 | 9 | 4 | 4 | 1 | 17 | 10 | +7  |
| 7 | Madureira           | 10 | 9 | 2 | 4 | 3 | 15 | 19 | -4  |
| 8 | Camboriuense        | 8  | 9 | 3 | 2 | 2 | 13 | 17 | -4  |
| 9 | Concórdia           | 6  | 9 | 1 | 3 | 5 | 14 | 19 | -5  |
| 10 | Figueirense B       | 5  | 9 | 1 | 2 | 6 | 10 | 24 | -14 |
| PG - pontos ganhos; J - jogos; V - vitórias; E - empates; D - derrotas; GP - gols pró; GC - gols contra; SG - saldo de gols |                     |    |   |   |   |   |    |    |     |

*A Sport Brasil perdeu e 6 pontos por uso de jogador irregular em um jogo.

#### Quartas de Final
As Quartas de Final foram disputadas em jogos de ida e volta, sendo que o melhor colocado da chave joga a partida de volta em casa.
| Time 1*      | Time 2              | Jogo 1 | Jogo 2 | Prorrogação |
| ------------ | ------------------- | ------ | ------ | ----------- |
| Madureira    | Operários Mafrenses | 0-4    | 0-3    |             |
| Camboriuense | Próspera            | 5-3    | 0-1    | 0-2         |
| Sport Brasil | Inter de Lages      | 0-1    | 3-5    |             |
| Maravilha    | Cidade Azul         | 1-2    | 1-2    |             |

* Os clubes citados primeiro tiveram a primeira partida jogada em casa, ou seja, tiveram pior colocação que o segundo citado

#### Semi-Finais
As semifinais foram disputadas em jogos de ida e volta, sendo que o melhor colocado da chave joga a partida de volta em casa.
| Time 1*        | Time 2              | Jogo 1 | Jogo 2 |
| -------------- | ------------------- | ------ | ------ |
| Cidade Azul    | Próspera            | 1-1    | 1-2    |
| Inter de Lages | Operários Mafrenses | 0-0    | 2-4    |

* Os clubes citados primeiro tiveram a primeira partida jogada em casa, ou seja, tiveram pior colocação que o segundo citado
Itálico: Clubes classificados para a final.

#### Final
O melhor colocado na Primeira Fase (Próspera) jogou a partida de volta em casa.
| Campeão  | Vice-Campeão        | Jogo 1 | Jogo 2 |
| -------- | ------------------- | ------ | ------ |
| Próspera | Operários Mafrenses | 2-1    | 3-1    |

### Fases Finais

#### Classificação Geral
| 1 | Cidade Azul         | 37 | 18 | 11 | 4 | 3  | 46 | 25 | +21 |
| 2 | Próspera            | 32 | 18 | 9  | 3 | 6  | 37 | 30 | +7  |
| 3 | Operários Mafrenses | 31 | 18 | 9  | 4 | 5  | 38 | 20 | +18 |
| 4 | Figueirense B       | 26 | 9  | 7  | 5 | 6  | 34 | 38 | -4  |
| 5 | Inter de Lages      | 24 | 18 | 5  | 9 | 4  | 40 | 35 | +5  |
| 6 | Madureira           | 21 | 18 | 5  | 6 | 7  | 30 | 35 | -5  |
| 7 | Camboriuense        | 17 | 18 | 5  | 2 | 11 | 27 | 50 | -23 |
| 8 | Concórdia           | 17 | 18 | 4  | 5 | 9  | 20 | 36 | -16 |
| 9 | Maravilha*          | -2 | 18 | 4  | 4 | 10 | 22 | 39 | -17 |
| 10 | Sport Brasil*       | -3 | 18 | 7  | 6 | 5  | 34 | 30 | +4  |
| PG - pontos ganhos; J - jogos; V - vitórias; E - empates; D - derrotas; GP - gols pró; GC - gols contra; SG - saldo de gols |                     |    |    |    |   |    |    |    |     |

|  |                                                      |
|  | Classificados às fases finais                        |
|  | Classicados às fases finais por vencer um dos turnos |

*A Sport Brasil perdeu 30 pontos (24 no 1º turno e 6 no 2º turno) e o Maravilha 18 pontos (no 1º turno) por uso de jogador irregular no decorrer do campeonato. 

#### Semi-Finais
As semifinais foram disputadas em jogos de ida e volta, sendo que o melhor colocado da chave joga a partida de volta em casa.
| Time 1*             | Time 2      | Jogo 1 | Jogo 2 | Prorrogação |
| ------------------- | ----------- | ------ | ------ | ----------- |
| Figueirense B       | Cidade Azul | 1-0    | 3-1    |             |
| Operários Mafrenses | Próspera    | 2-1    | 0-2    | 0-1         |

* Os clubes citados primeiro tiveram a primeira partida jogada em casa, ou seja, tiveram pior colocação que o segundo citado
Itálico: Clubes classificados para a final.

#### Final
O melhor colocado na Primeira Fase (Próspera) jogou a partida de volta em casa.
| Campeão   | Vice-Campeão  | Jogo 1 | Jogo 2 | Prorrogação |
| --------- | ------------- | ------ | ------ | ----------- |
| Próspera* | Figueirense B | 0-2    | 1-0    | 0-0         |

*O Próspera foi campeão pois apresentou melhor desempenho nas primeiras fases dos turnos
O Próspera venceu a Série B1 e ele e o Cidade Azul* foram classificados à Divisão Especial de 2006.
- Cidade azul ganhou acesso por ser 3 colocado. Figueirense B renunciou sua vaga.

## Campeão Geral
| Campeonato Catarinense de 2005 |
| ------------------------------ |
| Criciúma 9º Título             |

## Ligações Externas
- Soccerway (Tabelas e jogos)